# Francesco Fuschini
Don Francesco Fuschini (San Biagio d'Argenta, 4 luglio 1914 – Ravenna, 27 dicembre 2006) è stato un presbitero e scrittore italiano.

## Biografia
Figlio unico di un fiocinino (cioè un pescatore di frodo di anguille con la fiocina) e di una sarta delle Valli di Comacchio, cresciuto in un paese agricolo toccato dal Reno e chiamato anche "il borgo di Lenin", Francesco Fuschini, dopo le scuole di Avviamento ad Argenta, decide di entrare in seminario per caso: durante un'estate fa amicizia con un ragazzo, figlio di contadini veneti che lavorano un podere poco distante dalle Valli di Comacchio, il quale studia nel seminario di Ravenna.
I suoi genitori vengono convinti a mandarlo in seminario dal parroco don Amadio, che li rassicura: “Se ci vuole andare lasciatelo. Non abbiate paura che diventi prete, non è mai successo che un fiocinino diventi prete…”.
In seminario a don Fuschini nasce non solo la passione per la fede ma anche la passione dello scrivere. Cerca inizialmente di farlo di nascosto, ma viene scoperto. Quando l'arcivescovo di Ravenna, Lega, legge i suoi componimenti, dopo averlo richiamato con la famosa frase in dialetto romagnolo: “T'scriv coma Dio, parchè t'à né testa né coda” (scrivi come Dio, perché non hai né principio né fine), gli dà - seppure non subito - il permesso di continuare. Aveva capito il “sacro fuoco” che animava quel giovane seminarista.
Ordinato sacerdote, nel 1945 viene assegnato come cappellano alla parrocchia di San Biagio (Ravenna città) e l'anno seguente alla parrocchia di Porto Fuori, frazione di Ravenna (1º dicembre 1946). La chiesa parrocchiale, intitolata a Santa Maria ed esistente sin dall'anno Mille, era stata distrutta completamente da due bombardamenti alleati (31 ottobre e 5 novembre 1944). Mentre la chiesa viene ricostruita (i lavori terminano nel 1952), don Fuschini alterna fin dall'inizio l'attività pastorale con l'impegno politico: nei primi anni Cinquanta è uno di quei “preti volanti” che, quasi sempre in abiti borghesi, sono mandati in giro per la Romagna rossa e anticlericale a fare comizi, a sostegno dei Comitati civici e della Democrazia Cristiana.
Ma, più della politica, la sua passione civile rimane la scrittura. Le sue collaborazioni sono numerose:
- Il Frontespizio (suoi modelli erano Giovanni Papini e Piero Bargellini, sindaco di Firenze negli anni 1966-1967);
- l'Argine (settimanale diocesano ravennate, di cui fu direttore);
- Il Romagnolo (settimanale cattolico ravennate);
- L'Avvenire d'Italia (quotidiano cattolico di Bologna; Fuschini era amico di Raimondo Manzini);
- L'Osservatore della Domenica;
- il Resto del Carlino (il quotidiano più diffuso dell'Emilia-Romagna, giornale con cui Fuschini inizia a collaborare nel 1954 diventando noto al grande pubblico grazie ai suoi elzeviri in Terza pagina).

Protagonisti dei suoi articoli erano soprattutto la Romagna e la sua gente, la sua parrocchia (anarchici compresi), il cane Pirro, le sue memorie di vita. 
Fuschini fu parroco a Porto Fuori per tutta la sua attività pastorale. Lasciò la parrocchia per limiti d'età nell'aprile 1982.

Successivamente ha vissuto a San Michele, frazione di Ravenna, e poi nell'Istituto dell'Opera Santa Teresa, di Ravenna città, dove ha concluso la sua esistenza il 27 novembre 2006. 
Francesco Fuschini è sepolto nel cimitero del suo paese natale, San Biagio d'Argenta.

## Opere
Francesco Fuschini ha pubblicato otto libri tra il 1978 e il 1995, molti dei quali sono stati rieditati. I volumi in realtà non sono opere originali, ma antologie di articoli, spesso veri e propri racconti dal sapore squisitamente letterario, apparsi sui quotidiani coi quali Fuschini collaborava. Le opere di Fuschini sono state curate da Walter Della Monica, pubblicista e direttore del Centro Relazioni Culturali di Ravenna.
- Non vendo il Papa (1978, Edizioni F.lli Boni, Bologna, antologia di articoli tratti dal Resto del Carlino e dall'Osservatore Romano)
- L'ultimo anarchico (1980, raccolta di racconti per le Edizioni del Girasole. È il libro che gli procura la notorietà nazionale)
- Parole poverette (1981, Rusconi, comprendente la precedente raccolta Non vendo il Papa. Il tema preponderante è la figura del sacerdote.)
- Porto franco (1983, Libreria Editrice Vaticana, un'ampia selezione dalla rubrica omonima che usciva nel supplemento domenicale dell'Osservatore Romano)
- Concertino romagnolo (1986, Il Girasole, articoli riguardanti aspetti e personaggi della Romagna)
- Mea Culpa (1990, Rusconi)
- Vita da cani e da preti (1995, Marsilio)
- Lettere a Elena (2014, Il Girasole)

## Premi e riconoscimenti
- Premio Romagna 1977
- Premio Guidarello 1978 per l'articolo “I consigli di Manara”
- Premio Selezione Estense 1981 per il libro Parole poverette
- Premio Selezione Estenso 1990 per il libro Mea culpa
- Premio Francesco Serantini, 1997

## Intitolazioni
Il Comune di Ravenna ha intitolato a don Fuschini il tratto di via Stradone fra la rotonda della Solidarietà e la via Argine sinistro Fiumi Uniti.